# オープナー・ブラックフライ
BlackFly
ブラックフライ
- 用途：個人用電動航空機
- 設計者：マーカス・レン
- 製造者：オープナー
- 初飛行：2014年8月（v1試作モデル）
- 運用状況：生産中（2022年）

オープナー・ブラックフライ（英語: Opener BlackFly）は、カナダの技術者マーカス・レンによって設計されたアメリカのeVTOLパーソナルエアビークル。9年間の開発の後、2018年に公開された。
この航空機はすぐに飛行できる状態で客に手渡されることを目指している。生産はカリフォルニア州パロアルトの拠点で行われている。すでに一般の人々からの受注は開始されており、一般向けの量産も行っている。
製造元は、この航空機が「世界初の超軽量固定翼、電動垂直離着陸機」であると主張している。同社の投資家にはGoogleの共同創設者であるラリー・ペイジが含まれる。
2011年10月5日にカナダのオンタリオ州ワークワースで、最初の概念実証バージョンがレンによって飛行した。2014年8月にブラックフライと名付けた次期モデルを飛行させ、2014年9月にカリフォルニア州パロアルトに会社を移転。2016年2月に、2機目のブラックフライ試作機の初飛行を行った。2017年9月までに試作機は1回の飛行で48km以上、一連の飛行で16,093kmを飛行した。2017年10月、最初の量産試作機が飛行している。
ブラックフライは、アメリカの超軽量航空機 (米国)カテゴリーとカナダの超軽量航空機(カナダ)カテゴリーを対象としており、米国版と国際版は、国の規制に準拠するため航続距離、速度、重量等が異なる。
2020年1月に、オープナーの新しいCEOであるベン・ディアチュンは、ブラックフライは製造と販売の準備が整っていると述べた。
この航空機は、エアベンチャー2021でのデモンストレーションで乗組員と一緒に飛行し、そのカテゴリーで最初に飛行した航空機として注目された。また、価格は公表されてないが、2021年7月に、本格的な生産を開始することが報告された。

## 主な仕様
- 乗組員:1名
- 長さ:4.09 m
- 翼幅:4.14 m
- 高さ:1.50 m
- 空虚重量:142kg
- 総重量:255kg
- モーター:8×112 lb推力/エンジン電気モーター、各42.0 hp(31.3 kW)
- プロペラ:2枚羽根、直径:0.91 m複合材、高アスペクト比
- 巡航速度:130 km/h
- 航続距離:65km＋予備
- 上昇率:5.1 m/s